# Rogal Marciński (moneta)
Rogal Marciński – dukat lokalny, którego emisję rozpoczęto w listopadzie 2011 przez Centrum Kultury Zamek w Poznaniu, w ramach obchodów imienin ulicy Święty Marcin.
Dukaty były honorowane w wybranych punktach miast od 11 listopada do 31 grudnia 2011 roku. Powstały trzy rodzaje dukatów: z bimetalu, z mosiądzu i ze srebra o nominałach odpowiednio: 7, 4 i 70 rogali marcińskich. Na wszystkich umieszczony jest herb Poznania, a także wizerunki Świętego Marcina na koniu i rogali świętomarcińskich.
Producentem dukatów jest Mennica Polska.